# Radikal 126
Radikal 126 mit der Bedeutung „und“ ist eines von 29  der 214 traditionellen Radikale der chinesischen Schrift, die mit sechs Strichen geschrieben werden. Mit 5 Zeichenverbindungen in Mathews’ Chinese-English Dictionary gibt es sehr wenige Schriftzeichen, die unter diesem Radikal im Lexikon zu finden sind.
Das Radikal und nimmt nur in der Langzeichen-Liste traditioneller Radikale, die aus 214 Radikalen besteht, die 126. Position ein. In modernen Kurzzeichen-Wörterbüchern kann es sich an ganz anderer Stelle finden. Im Neuen chinesisch-deutschen Wörterbuch aus der Volksrepublik China steht es zum Beispiel an 169. Stelle.
Das Schriftzeichen entwickelte sich aus dem Bild eines herabhängenden Vollbarts. Wahrscheinlicher ist es ein Mann, an dessen Kinn ein Bart befestigt ist; der Querstrich ist der Mund. Die Siegelschrift-Form zeigt den unteren Teil einer Nase (heute der obere Horizontalstrich) und darunter zwei U-förmig nach unten hängende Barthaare (also ein chinesischer Bart, lang und dünn). Im chinesischen Theater war die Maske sehr wichtig. Der Zuschauer einer Oper konnte die Rolle der dargestellten Person schon an der Maske erkennen. Sich einen Bart anheften heißt deshalb „aufsagen“.
Als Einzelzeichen wird 而 heute als Konjunktion verwendet. Das Xiandai Hanyu Cidian (现代汉语词典) und das Xinhua-Wörterbuch führen 而 nicht als Radikal, es ist dort unter dem Horizontalstrich 一 (横) nachzuschlagen.

## Schriftzeichenverbindungen, die vom Radikal 126 regiert werden
| Striche | Zeichen        |
| ------- | -------------- |
| +0      | 而             |
| +03     | 耍 耎 耏 耐 耑 |

 Im Unicodeblock Kangxi-Radikale ist das Radikal 126 unter der Codepointnummer 12.157 (U+2F7D) codiert.